# Exodus: Cuộc chiến chống Pha-ra-ông
Exodus: Cuộc chiến chống Pha-ra-ông (tên gốc tiếng Anh: Exodus: Gods and Kings) là một bộ phim điện ảnh chính kịch sử thi Mỹ năm 2014 của đạo diễn Ridley Scott, lấy cảm hứng từ Kinh Thánh. Kịch bản phim được viết bởi Adam Cooper, Bill Collage, Jeffrey Caine và Steven Zaillian. Phim có sự tham gia của các diễn viên Christian Bale, Joel Edgerton, John Turturro, Aaron Paul, Ben Mendelsohn, María Valverde, Sigourney Weaver, Ghassan Massoud, Golshifteh Farahani và Ben Kingsley. Phim là sự giải thích về những câu chuyện về cuộc di cư của người Do Thái do Moses lãnh đạo.

## Nội dung
Năm 1300 trước Công Nguyên, Moses, một tướng quân của vương triều thứ 19 của Ai Cập, chuẩn bị đi cùng Hoàng tử Ramesses II tấn công tộc người Hitti ở Kadesh. Một vị quan đã tiên tri rằng "người lãnh đạo" (ám chỉ Ramesses hoặc Moses) sẽ được cứu và "người cứu" sẽ trở thành lãnh đạo mới. Trong trận chiến, Moses đã cứu mạng Ramesses. Moses sau đó được cử đến kinh thành Pithom để gặp Hegep, vị quan giám sát những nô lệ Do Thái. Moses gặp Joshua và cứu anh ta không bị lính gác đánh đập. Anh thấy những điều kiện kinh khủng mà những nô lệ phải chịu đựng. Moses còn gặp một ông già nô lệ, người cho anh biết thân thế thật sự của mình: anh là con của một gia đình Do Thái nhưng được con gái của Pharaoh nhận nuôi. Moses không tin câu chuyện trên và giận dữ ra về. Tuy nhiên hai người Do Thái đã nghe được câu chuyện trên và báo lại với Hegep.
Khi Vua Seti I qua đời, Ramesses trở thành vị vua mới. Hegep tiết lộ thân thế thật của Moses cho Ramesses biết, nhưng Ramesses không tin. Với sự thúc giục của Hoàng hậu Tuya, Ramesses đã tra khảo người hầu gái Miriam, người phủ nhận mình là chị gái của Moses. Khi Ramesses đe dọa chặt tay Miriam, Moses đành phải thú nhận mình là người Do Thái. Ramesses quyết định đuổi Moses ra khỏi Ai Cập thay vì giết anh. Trước lúc ra đi, Moses được gặp người mẹ nuôi và Miriam. Sau chuyến hành trình băng qua sa mạc xa xôi, Moses đến xứ Midian gặp được Zipporah và cha cô ta, Jethro. Từ đó Moses trở thành người chăn cừu, cưới Zipporah và có một người con trai là Gershom.
Nhiều năm sau, Moses gặp được một cậu bé, chính là hiện thân của Đức Chúa Trời Abraham. Cậu bé muốn Moses quay lại Ai Cập để giải phóng người Do Thái khỏi kiếp nô lệ. Moses sau đó kể lại việc này cho Zipporah nghe, đồng thời tiết lộ quá khứ của anh. Một cuộc tranh cãi diễn ra giữa hai vợ chồng, nhưng Moses vẫn rời đi. Ở Ai Cập, Moses tìm đến Ramesses, đe dọa và yêu cầu anh ta trả tự do cho người Do Thái. Tuy nhiên Ramesses không muốn làm thế, cho rằng trả tự do cho những nô lệ là điều không thể. Ramesses còn ra lệnh cho quân lính truy tìm Moses, mỗi ngày sẽ giết một gia đình Do Thái đến khi nào bắt được Moses. Với những kỹ năng quân sự vốn có, Moses đã dạy những người Do Thái cách chiến đấu và hướng dẫn họ phá hủy tài sản của hoàng gia Ai Cập, buộc Ramesses phải suy nghĩ lại. Cậu bé hiện ra gặp Moses và tiết lộ rằng sẽ có mười thảm họa ập đến đất nước Ai Cập này. Chín thảm họa xảy ra khiến người dân Ai Cập khổ sở vô cùng, nhưng Ramesses vẫn đối xử tàn bạo với người Do Thái. Moses hoang mang khi biết được thảm họa thứ mười sẽ là cái chết của những đứa con đầu lòng. Anh hướng dẫn người Do Thái bôi máu cừu lên cửa từng nhà, nhờ cách này mà những đứa trẻ Do Thái vẫn an toàn, trong khi những đứa trẻ Ai Cập lần lượt chết, trong đó có đứa con sơ sinh của Ramesses.
Ramesses quá đau khổ nên đuổi người Do Thái đi khỏi Ai Cập. Đoàn người Do Thái đã đi con đường năm xưa Moses từng đi, họ băng qua sa mạc xa xôi hướng về Biển Đỏ. Ramesses vẫn còn oán hận vì đã mất đi đứa con, anh cho triệu tập đội quân hùng hậu và đuổi theo đoàn người Do Thái để tàn sát họ. Sau khi vượt qua dãy núi nguy hiểm, Moses và những người Do Thái đến bờ biển, không biết phải làm gì tiếp theo. Moses ném thanh kiếm của mình xuống biển, nước biển đột nhiên rút đi một cách kỳ diệu, mở ra một con đường cho đoàn người Do Thái đi qua. Khi quân Ai Cập kéo đến thì nước biển bất ngờ trở lại nhấn chìm tất cả họ. Moses còn sống sót và tái hợp với đoàn người Do Thái. Ramesses cũng còn sống sót nhưng anh hoang mang khi thấy cả đội quân của mình đã chết sạch sau cơn đại hồng thủy, anh không còn cách nào để quay về Ai Cập. Moses dẫn đoàn người Do Thái đến xứ Midian, nơi anh hội ngộ Zipporah và Gershom. Tại Núi Sinai, Moses chép lại Mười điều răn. Nhiều năm sau, một Moses già nua cùng đoàn người Do Thái vận chuyển Hòm Bia Giao Ước đi qua sa mạc và nhìn thấy hiện thân của Đức Chúa Trời.

## Diễn viên
- Christian Bale vai Moses
- Joel Edgerton vai Ramesses II
- John Turturro vai Seti I
- Sigourney Weaver vai Tuya
- Golshifteh Farahani vai Nefertari
- Ben Mendelsohn vai Hegep
- María Valverde vai Zipporah
- Hal Hewetson vai Gershom
- Kevork Malikyan vai Jethro
- Aaron Paul vai Joshua
- Ben Kingsley vai Ông già nô lệ
- Indira Varma vai Quan tế lễ
- Ewen Bremner vai Quan cố vấn
- Tara Fitzgerald vai Miriam
- Andrew Tarbet vai Aaron
- Isaac Andrews vai Malak
- Hiam Abbass vai Bithiah
- Ghassan Massoud vai Paser
- Anton Alexander vai Dathan
- Dar Salim vai Khyan